# Dom Francisco de Almeida (F334)
La Dom Francisco de Almeida, oficialmente NRP Dom Francisco de Almeida (F334), es una fragata multipropósito de la Clase Karel Doorman que operó para la Armada Real de los Países Bajos bajo el nombre Hr. Ms. Van Galen (F834) hasta que en 2009 fue adquirida por la Armada de Portugal. Entre 2020 y 2022 se llevó a cabo una importante modernización de la fragata seguida de la Bartolomeu Dias, de la misma clase, considerándose actualmente por la Armada de Portugal estos buques como la clase Bartolomeu Dias.

## Diseño
La fragata fue construida por el astillero Koninklijke Schelde Groep de Flesinga al igual que las otras 7 de su clase. El buque fue nombrado en honor al almirante neerlandés de las Provincias Unidas de los Países Bajos Johan van Galen, no siendo el primero en hacerlo.
La puesta de quilla tuvo lugar el 7 de junio de 1990, siendo botado el 21 de noviembre de 1992. Fue asignado oficialmente el 1 de diciembre de 1994.	

## Armamento
- Pieza de artillería OTO Melara de 76 mm (Otobreda 76 mm)
- 16 misiles MK48 VLS Sea Sparrow SAM2x4
- 2x4 misiles antibuque Harpoon SSM
- 2x2 tubos lanza torpedos MK46
- Pieza de 30 mm Goalkeeper
- Westland Lynx MK95 equipado con torpedos y sonar

## Equipamiento
Radares
- Kelvin Hughes (Navegación)
- Thales Nederland STIR-180 (Disparo)
- Thales Nederland LW-08 (Aéreo)
- Thales Nederland SMART-S (3D) (Aéreo/superficie)

Sonar
- Thales Nederland PHS-36 para búsqueda activa/ataque

Otros sistemas electrónicos
- Thales Nederland SEWACO Mk.VII (Spider) (Sistema de gestión de daños de combate)
- Sistema Link 11 (Tadil A)
- Sistema MCCIS
- Sistema AIS (Saab) (identificación de navíos mercantes)
- EADS Mk 36 SRBOC (Contramedidas electrónicas)
- EDO Corp. APECS-II/AR700 (Contramedidas electrónicas)
- Argon - ST AN/SLQ-25 (Engodo antitorpedo)
- Thales Nederland VESTA-Helo (OHTS - Sistema de disparo)

## Historial

### Servicio en los Países Bajos
La fragata fue parte en 2002 de la Operación Libertad Duradera.
En 2006 fue desplegada en las costas del Líbano como parte de la FPNUL.
En 2007 fue demoisada de la lista de la Armada Real y vendida a la Armada de Portugal.

### Servicio en Portugal
La fragata fue asignada en la Marina portuguesa el 15 de enero de 2010, siendo renombrada en honor al explorador Francisco de Almeida.
En 2018, el gobierno portugués asignó un contrato a los astilleros Damen Shiprepair Vlissingen de Flesinga para modernizar las dos fragatas clase Karel Doorman.
La Dom Francisco de Almeida partió a los Países Bajos en 2020, volviendo una vez modernizada a finales de 2022. La otra fragata de la clase, la Bartolomeu Dias se sometió a los trabajos de 2018 a septiembre de 2021.
En su servicio con la armada portuguesa, ha formado parte del Grupo Marítimo Permanente de la OTAN-1, con destino en el mar del Norte.